# Кивиярви (озеро, Поросозерское сельское поселение, юго-западное)
Ки́вия́рви (фин. Kivijärvi) — озеро на территории Поросозерского сельского поселения Суоярвского района Республики Карелия.

## Общие сведения
Площадь озера — 2 км². Располагается на высоте 148,9 метров над уровнем моря.
Форма озера лопастная, продолговатая, вытянутая с юго-востока на северо-запад. Берега каменисто-песчаные, частично заболоченные.
С северо-западной стороны в озеро втекает ручей Рахэпуро (фин. Rahepuro), берущий начало на территории Финляндии.
Сток из озера осуществляется короткой протокой, втекающей в озеро Ала-Виексъярви.
В озере расположены три небольшие острова без названия.
Название озера переводится с финского языка как «каменное озеро».
Код водного объекта в государственном водном реестре — 01050000111102000011592.